# حجت عادلی
حجت عادلی با نام کامل سابق حجت‌الله عادلی رانکوهی(زاده ۱۹۵۰) هم‌اکنون استاد مهندسی عمران دانشگاه ایالتی اهایو و دارنده استادی ابا لیشتنشناین است. او همچنین استاد دانشکده‌های مهندسی هوافضا، مهندسی پزشکی، انفورماتیک پزشکی، مهندسی برق و کامپیوتر، جراحی اعصاب و علوم عصبی این دانشگاه است.
عادلی از بنیانگذاران رشته مهندسی دانش است. او فرزند جعفر عادلی رانکوهی و متولد شهر کوچکی در ساحل دریای خزر است. او که برغم تمایل پدرش که او را به تحصیل در پزشکی ترغیب می‌کرد به تحصیل مهندسی در دانشگاه تهران پرداخت، در ۲۶ سالگی دکترای خود را از دانشگاه استنفورد دریافت کرد. عادلی در سال ۲۰۱۲ به دلیل «مشارکت‌ها در زمینه هوش محاسباتی در مهندسی زیرساخت» به عضویت پیوسته انجمن مهندسان برق و الکترونیک انتخاب شد.او همچنین عضو پیوسته انجمن پیشبرد علوم آمریکا است.

## کتاب‌ها
- مقاومت مصالح، شامل ۱۰۰۰ مسئله(۳۰۰ مسئله حل شده) / تألیف حجت الله عادلی. تهران: دهخدا، ۱۳۶۳.
- Interactive Microcomputer-Aided Structural Steel Design
- . Expert Systems for Structural De- sign: A New Generation
- . Parallel Processing in Structural Engineering
- . Machine Learning: Neural Net- works, Genetic Algorithms, and Fuzzy Systems
- . Neurocomputing for Design Auto- mation
- . Distributed Computer-Aided Engi- neering for Analysis, Design, and Visualization
- . High-Performance Computing in Structural Engineering
- . Control, Optimization, and Smart Structures: High-Performance Bridges and Buildings of the Future
- . ConstructionScheduling,CostOpti- mization, and Management: A New Model Based on Neurocomput- ing and Object Technologies
- .Wavelets in Intelligent Transporta- tion Systems
- Cost Optimization of Structures: Fuzzy Logic, Genetic Algorithms, and Parallel Computin
- Intelligent Infrastructure: Neural Networks, Wavelets, and Chaos Theory for Intelligent Transportation Systems and Smart Structures
- . Wavelet-Based Vibration Control of Smart Buildings and Bridges
- .Automated EEG-Based Diagnosis of Neurological Disorders